# Dasyhesma clypeata
Dasyhesma clypeata är en biart som beskrevs av Exley 2004. Dasyhesma clypeata ingår i släktet Dasyhesma och familjen korttungebin. Inga underarter finns listade i Catalogue of Life.

## Bildgalleri

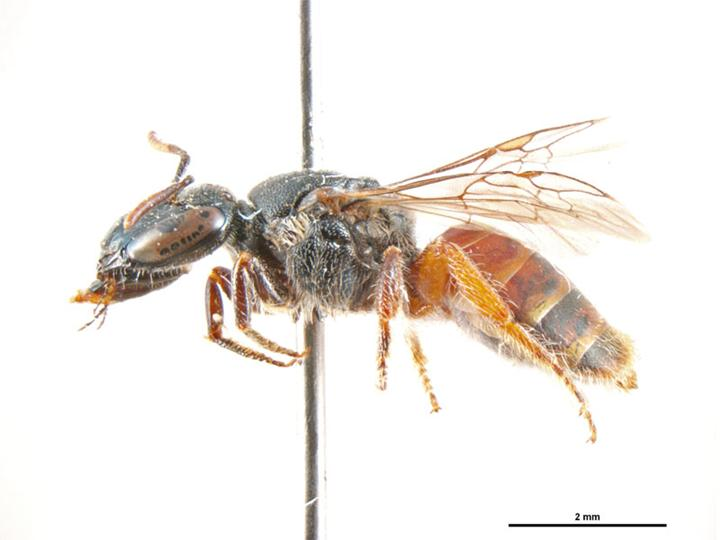